# Manuel Verdugo y Albiturría
Manuel Verdugo y Albiturría, conocido como Obispo Verdugo, (Las Palmas de Gran Canaria, España, 22 de agosto de 1749 - ibid., 29 de septiembre de 1816) fue el primer obispo nacido en las islas que gobernó la Diócesis de Canarias ya que, aunque en 1521 fue nombrado obispo de la Diócesis de Canarias Fray Juan de Peraza, nacido en Fuerteventura, dada su edad avanzada, renunció a la sede episcopal y no llegó a tomar posesión.

## Apunte biográfico
Verdugo nació en Las Palmas el 22 de agosto de 1749. Ingresó en el convento de Santo Domingo y cursó estudios en las Universidades de Alcalá de Henares y Valladolid. A los 19 años se doctoró por la Universidad de Valencia, y de ahí se trasladó a la Corte, en la que fue nombrado catedrático de Sagrados Cánones, fiscal de la Academia Litúrgica, profesor de Ciencias Eclesiásticas y vicepresidente de los Concilios de San Isidoro.
En 1781 hizo oposición a la canonjía doctoral. En Canarias, su carrera eclesiástica no se detuvo y pasó por otras dignidades. A partir de 1790 desempeñaría los cargos de provisor, racionero de la Catedral de Canarias, arcediano de Gran Canaria y gobernador eclesiástico.
Antes de acceder al episcopado, la Corona le nombró ministro del Tribunal de la Rota española, trasladándose de nuevo a la Corte. Fue Carlos IV quien le presentó a la Santa Sede para ocupar el obispado de la Diócesis de Canarias, recibiendo la confirmación en agosto de 1796 y pasando a suceder en la cátedra a monseñor Antonio Tavira Almazán. Entonces, Canarias constituía una única diócesis con residencia del obispo en la ciudad de Las Palmas de Gran Canaria, que por aquel entonces se denominaba Las Palmas, a secas.
Ya en Las Palmas, el Obispo Verdugo realizó una encomiable labor en favor de asilos, hospitales, iglesias, conventos y familias necesitadas. Contribuyó con su fortuna personal a la conclusión del hospital de la ciudad, a la creación de un hospicio, a la construcción del Seminario Conciliar, al arreglo del cementerio de Las Palmas y a la decoración de la Plaza de Santa Ana.
También contribuyó al trazado y arreglo de los caminos del interior de la isla de Gran Canaria, a la construcción de las parroquias de los pueblos de Ntra. Sra. de Candelaria, en Ingenio, la de Sta. Lucia de Siracusa, Virgen y mártir, en Santa Lucía de Tirajana, la de San Mateo, Apóstol, en la Vega de San Mateo y la de San Miguel Arcángel, en Valsequillo; y su acción se dejó notar también en otras islas, como en la de Tenerife, donde ayudó a la restauración de las iglesias de la Concepción y de los Remedios de San Cristóbal de La Laguna.
Pero su apoyo más notable consistió en la contribución al levantamiento de un puente de sillería sobre el barranco Guiniguada. Este puente serviría para comunicar permanentemente los barrios de Vegueta y Triana que, hasta entonces, quedaban frecuentemente incomunicados cuando las avalanchas de agua arrasaban y llevaban barranco abajo al viejo puente de palo, tantas veces reconstruido, que les servía de unión. Como reconocimiento, la ciudad bautizó con su nombre al nuevo puente que, a mediados del siglo XX sería derribado para canalizar el barranco y trazar una autovía.
El Obispo Verdugo fue un decidido partidario de la abolición de la Inquisición. Así, cuando ésta se decretó por primera vez en la primera década del siglo XIX, procedió a clausurar sus cárceles, a quemar sus sambenitos y a recopilar sus archivos, los cuales eran un valioso testimonio de gran parte de la historia de Canarias.
Con el establecimiento en las islas, en 1808, de las Juntas Administrativas, el obispo Verdugo fue la única autoridad de la provincia que dio muestras de una cierta ecuanimidad. Falleció en Las Palmas el 29 de septiembre de 1816 cuando contaba con 67 años y fue sepultado en la capilla del Santísimo de la Catedral de Canarias.  En su recuerdo, su ciudad natal, Las Palmas de Gran Canaria, ha denominado con su segundo apellido a uno de sus barrios.